# Hummer O2

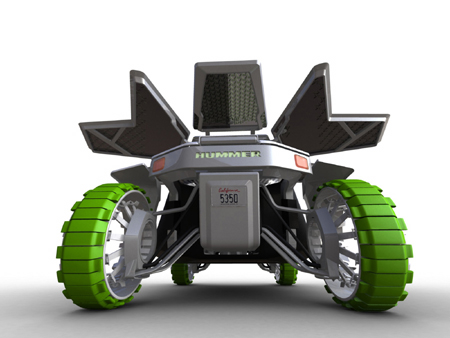
Hummer 02

Le Hummer O2 est un véhicule 4x4 écologique créé par General Motors.

## Moteurs
Quatre moteurs fonctionnent grâce à une pile à combustible utilisant du dihydrogène.

## Roues
Les roues s'adaptent au terrain.

## Carrosserie
La carrosserie est composée d'algues transformant le CO2 en O2 grâce à la photosynthèse[réf. nécessaire].